# جابريل سيتشيرو
جابريل سيتشيرو (25 أبريل 1984 كاراكاس فنزويلا - ) هو لاعب كرة قدم فنزويلي، يلعب كمدافع.

## وصلات خارجية
جابريل سيتشيرو على موقع الاتحاد الدولي (مؤرشف)  (الإنجليزية)
- جابريل سيتشيرو على موقع الدوري الأمريكي (الإنجليزية)
- جابريل سيتشيرو على موقع قاعدة بيانات كرة القدم.إي يو (الإنجليزية)
- جابريل سيتشيرو على موقع ليكيب (الفرنسية)
- جابريل سيتشيرو على موقع ناشيونال فوتبول تيمز (الإنجليزية)
- جابريل سيتشيرو على موقع Soccerway.com (الإنجليزية)
- جابريل سيتشيرو على موقع AS.com (الإسبانية)